# Ernst Willem Jan Bagelaar
Ernst Willem Jan Bagelaar (Eindhoven, 1775. szeptember 16. – Son, 1837. február 8.) holland művész, rézmetsző.

## Élete
Bagelaar Eindhovenben született 1775-ben. Bár bevonult a hadseregbe, hamar kialakult a szenvedélye a művészetek felé, így metszetkészítés technikájáról tanult. Technikáját és tudását 1881-es német útjain és párizsi tartózkodásán során fejlesztette tovább. Katonai karrierjét feladva visszatért zoni (Eindhoven melletti) birtokára. 
Számos metszetét rajzok utánzataként készítette. Sok közülük saját tervei alapján készült tájkép. Jan Luyken stílusát különösen kedvelte, s az ő képeiből jelentős gyűjteménye volt. Több mint 300 alkotása ismert.

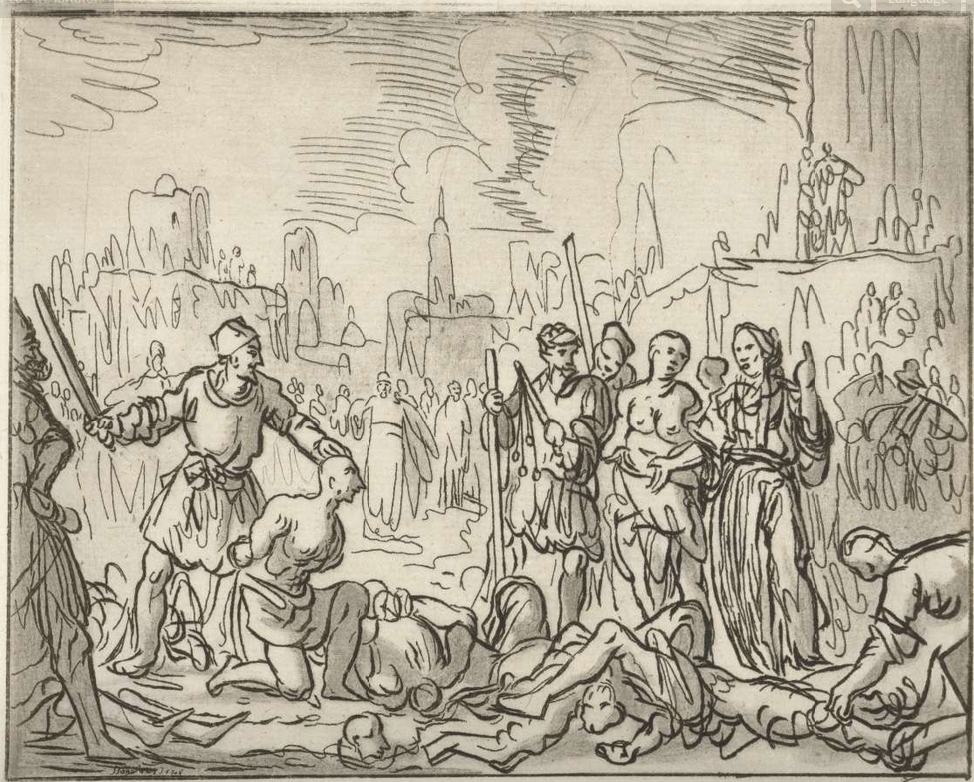
A hét fiával lefejezett Felicitas
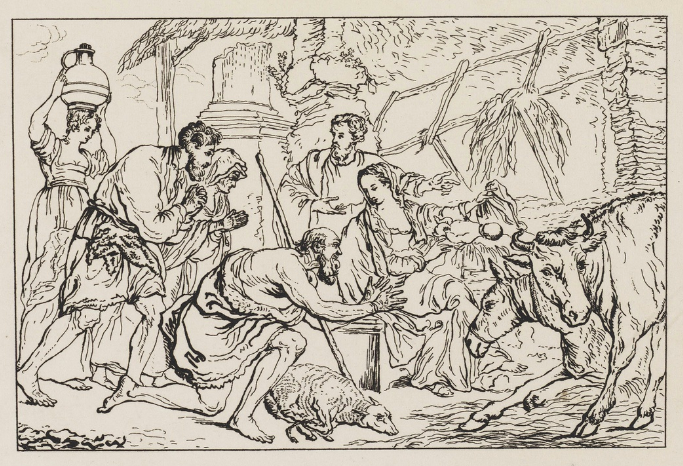
A pásztorok imádata

## Fordítás
- Ez a szócikk részben vagy egészben  az   Ernst Willem Jan Bagelaar című angol Wikipédia-szócikk ezen változatának fordításán alapul.  Az eredeti cikk szerkesztőit annak laptörténete sorolja fel. Ez a jelzés csupán a megfogalmazás eredetét és a szerzői jogokat jelzi, nem szolgál a cikkben szereplő információk forrásmegjelöléseként.